# Hadroibidion vulgare
Hadroibidion vulgare är en skalbaggsart som beskrevs av Martins och Dilma Solange Napp 1986. Hadroibidion vulgare ingår i släktet Hadroibidion och familjen långhorningar. Inga underarter finns listade i Catalogue of Life.